# Spiroctenus lusitanus
Spiroctenus lusitanus là một loài nhện trong họ Nemesiidae.
Spiroctenus lusitanus được miêu tả năm 1920 bởi Franganillo.